# ووروویتسه (استان اشوی‌داشکسیه)
ووروویتسه (به لهستانی: Worowice) یک منطقهٔ مسکونی در لهستان است که در گمینا واشنگوو واقع شده‌است. ووروویتسه ۱۳۰ نفر جمعیت دارد.